# Ericeia congregata
Ericeia congregata är en fjärilsart som beskrevs av Walker 1858. Ericeia congregata ingår i släktet Ericeia och familjen nattflyn. Inga underarter finns listade i Catalogue of Life.